# Semiothisa pallida
Semiothisa pallida är en fjärilsart som beskrevs av Barend J. Lempke 1952. Semiothisa pallida ingår i släktet Semiothisa och familjen mätare. Inga underarter finns listade i Catalogue of Life.